# Gare de Corbières
La gare de Corbières est une gare ferroviaire française (fermée) de la ligne de Lyon-Perrache à Marseille-Saint-Charles (via Grenoble), située sur le territoire de la commune de Corbières, dans le département des Alpes-de-Haute-Provence, en région Provence-Alpes-Côte d'Azur.
Elle est mise en service en 1872 par la Compagnie des chemins de fer de Paris à Lyon et à la Méditerranée (PLM).

## Situation ferroviaire
Établie à 272 mètres d'altitude, la gare de Corbières est située au point kilométrique (PK) 348,460 de la ligne de Lyon-Perrache à Marseille-Saint-Charles (via Grenoble), entre les gares fermées de Sainte-Tulle et de Mirabeau. 

## Histoire
La gare de Corbières est mise en service par la Compagnie des chemins de fer de Paris à Lyon et à la Méditerranée (PLM)  le 8 juillet 1872.